# Der Wesirssohn und die Frau des Badehalters

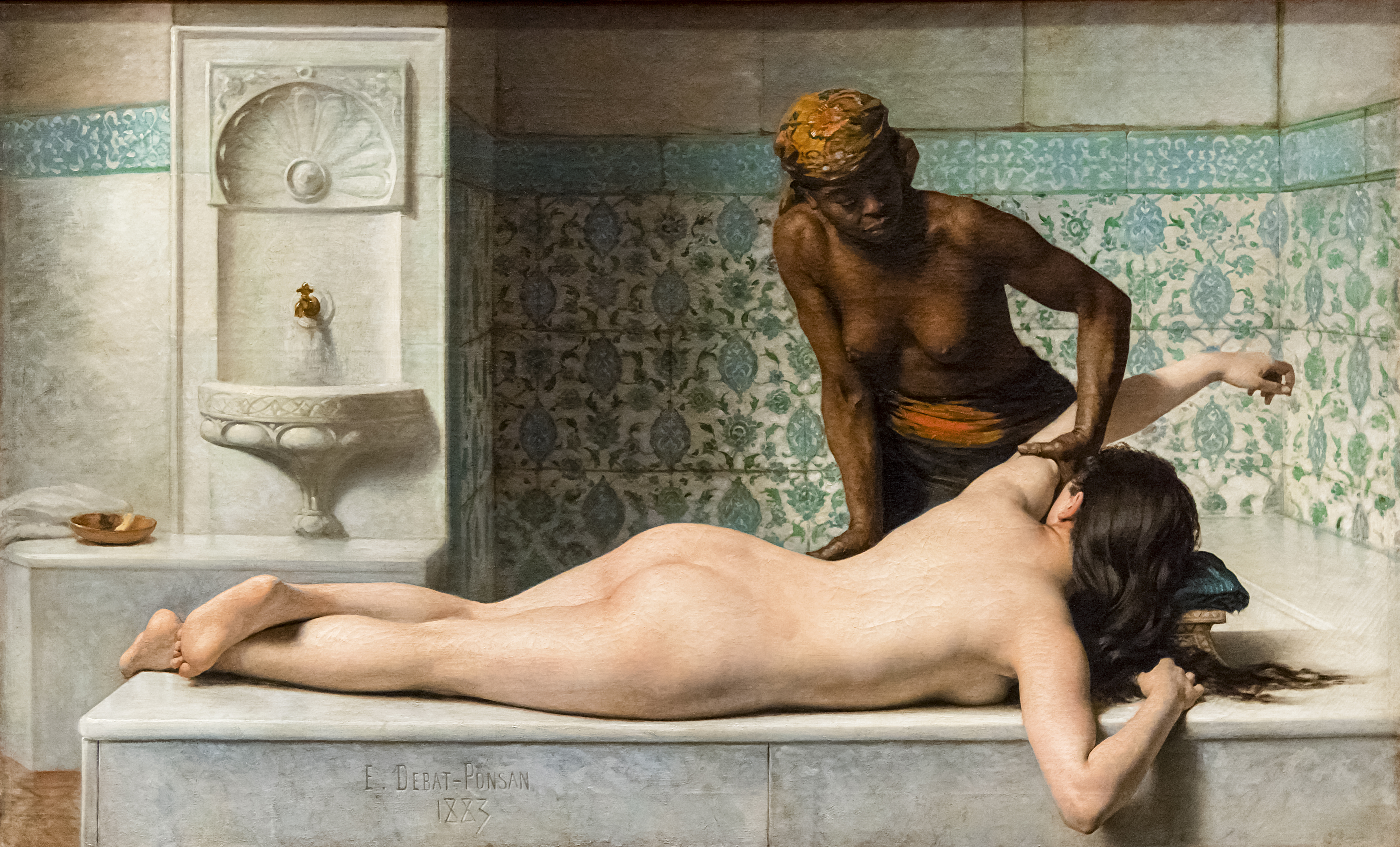
Massage in einem Hamam. Gemälde von Edouard Debat-Ponsan, 1883

Der Wesirssohn und die Frau des Badehalters ist eine satirisch-pornografische Erzählung aus den Geschichten aus Tausendundeiner Nacht. In der Arabian Nights Encyclopedia wird sie als ANE 192 gelistet. Sie ist eine Binnengeschichte der größeren Erzählung Die List und Tücke der Frauen (ANE 181).
Die in einem Hamam-Badehaus spielende Satire ist eine Lektion über Entscheidungen, die man nicht vom Ende her denkt.

## Handlung
Bei einem Badhalter pflegten einst die vornehmen Leute der Stadt zu verkehren. Eines Tages kam ein junger Mann, der zwar schönen Aussehens war, aber fettleibig war, gerade zwischen den Schenkeln und am Bauch. Als der junge Mann seine Kleider ablegte, konnte der Badehalter das Geschlechtsteil des Jungen kaum erkennen; wegen dessen Fettleibigkeit wirkte es so klein wie eine Haselnuss. Der Badehalter hatte Mitleid und sprach den Jüngling darauf an, der sich wünschte, dass der Badehalter ihm für einen Dinar eine schöne Frau brachte, auf dass er sich an ihr vergnügen könne.
Daraufhin begab sich der Badehalter zu seiner Frau und erzählte ihr von dem jungen Mann und seinem mickrigen Geschlechtsteil. Da er den Dinar für sich selbst haben wollte, überredete er sie, dass sie die Begleitung des jungen Mannes sein sollte; sie müsse sich ja nur neben ihn setzen, angesichts der Größe seines Penis könne ihr ja nichts passieren. Seine Frau, die eine der Schönsten ihrer Zeit war, stimmte zu, begab sich ins Badehaus zu dem Jüngling und sie schlossen die Tür hinter sich. Als sie nun beieinander waren und sich nackt umarmten, schwoll das Glied des Jünglings aber auf das von der Länge eines Esels an. Die beiden gaben sich dem Sex hin.
Ihr lautes Stöhnen drang aus dem Raum, und der Badehalter hörte diese mit an. Verzweifelt begann er gegen die Tür zu hämmern und seine Frau zu rufen, doch diese blieb bei dem Jüngling, bis sie zehnmal den Geschlechtsakt vollzogen hatten. Während dieser Zeit war der Badehalter aber immer verzweifelter geworden und begann schließlich zu schreien, dass er sich umbringen werde. Doch da es ihm unmöglich war zu seiner Frau zu gelangen und diese sich weiter dem Sex hingab, überwältigten ihn schließlich Qual und Eifersucht und er stieg aufs Dach des Badehauses, stürzte sich von oben in die Tiefe herab und starb.

## Hintergrund
Die Geschichte findet sich in frühen arabischen Druckfassungen von Tausendundeine Nacht, darunter Bulaq I, der Breslauer Ausgabe und der Kalkutta-II-Edition; auf letztere griffen für ihre Übersetzungen Richard Francis Burton und Enno Littmann zurück.

## Ausgaben
- Enno Littmann: Die Erzählungen aus den tausendundein Nächten, Insel Verlag, Frankfurt 1968 (Erstausgabe 1922–1928), 6 Bände (Kalkutta-II-Edition), Band 4, S. 289–291.